# Çamlıbel (Silifke)
Çamlıbel, früher Karaböcülü, ist ein Weiler im Bezirk Silifke der türkischen Provinz Mersin. Bis 2014 war Çamlıbel ein Dorf, seit einer Gebietsreform ist es Ortsteil des Bezirkszentrums Silifke.
Çamlıbel liegt im Süden des Bezirks im bergigen Hinterland nördlich von Silifke.  Die Entfernung dorthin beträgt etwa zehn Kilometer, zur nordöstlich gelegenen Provinzhauptstadt Mersin 75 Kilometer. Der Ort liegt nördlich des Flusses Göksu, des antiken Kalykadnos, über dem Tal des Nebenflusses Kanlı Dere. Eine Landstraße, die von Silifke über İmamlı nach Uzuncaburç führt, passiert nach etwa zehn Kilometern Çamlibel.
Bei Çamlıbel liegen die Ruinen der antiken Siedlung Karaböcülü, benannt nach dem alten Namen des Ortes, die von späthellenistischer bis in frühbyzantinische Zeit besiedelt war.